# IFAT (München)
Die IFAT Munich ist eine Fachmesse für Wasser-, Abwasser-, Abfall- und Rohstoffwirtschaft, die alle zwei Jahre auf dem Messegelände in München stattfindet. Im Jahr 2024 unterstrich die Veranstaltung mit über 3.200 Ausstellern aus 61 Ländern und Regionen sowie rund 142.000 Besuchern aus rund 170 Ländern und Regionen ihren Status als größte Fachmesse der Umwelttechnologiebranche.

## Geschichte der IFAT Munich
Die IFAT fand erstmals vom 5. bis 9. September 1966 statt, als sich 1400 Abwasserleute aus 43 Ländern zur „Third International Conference on Water Pollution Research“ in München trafen. Die Abwassertechnische Vereinigung (ATV), die Vorläuferorganisation der heutigen DWA, organisierte den Kongress. Auf einer Fläche von 18.000 Quadratmetern nahmen 147 Aussteller aus neun Ländern sowie 10.200 Besucher aus 40 Nationen teil. Der Anteil der internationalen Aussteller liegt bei 48 Prozent.
Das Ausstellungsportfolio der Internationale Fachmesse für Abwassertechnik wurde im Laufe der an die sich ändernden Umweltherausforderungen angepasst: 1970 wurde das Angebot um den Bereich der Abfallwirtschaft erweitert, 1980 kam die Thematik des Straßen- und Winterdienstes für Städte und Kommunen hinzu. Zehn Jahre später wurde neben dem Abwasserbereich auch die Wasserversorgung thematisiert. Seit 2000 wird auch die thermische und biologische Abfallverwertung betrachtet.
Im Jahr 2010 wurde die bis dahin in Köln stattfindende Entsorga, internationale Fachmesse für Abfallwirtschaft, Wasserwirtschaft und Umwelttechnik, mit der IFAT zusammengelegt. Die Messe wechselte ab diesem Zeitpunkt vom Drei-Jahres-Turnus in den Zwei-Jahres-Turnus. Der zwischenzeitlich genutzte Name „IFAT Entsorga“ wurde in den einfachen Namen IFAT geändert, der sich von der ursprünglichen Messebezeichnung Internationale Fachmesse für Abwassertechnik ableitet. Da die IFAT mehrere internationale Ableger bekommen hat, nennt sich die ursprüngliche Veranstaltung mittlerweile IFAT Munich.
Die Fachmesse richtet sich an Vertreter der Kommunen und Industrie sowie den Handel, Wissenschaft und Forschung.

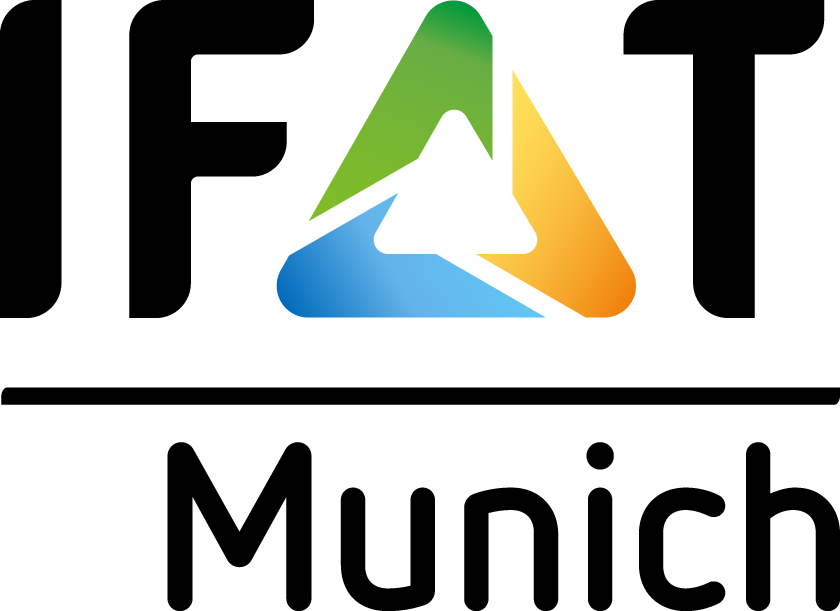
Logo der IFAT Munich

## IFAT worldwide
Das internationale Cluster der IFAT umfasst mehrere Veranstaltungen rund um den Globus. So fand 2003 mit der damaligen IFAT China - heute IE expo China - in Shanghai die erste internationale Messe statt. In späteren Jahren kamen weitere Standorte hinzu. Heute umfasst die IFAT insgesamt zwölf Veranstaltungen weltweit.
| Bezeichnung                                                | Land      | Ort                                                        | Rhythmus     |
| ---------------------------------------------------------- | --------- | ---------------------------------------------------------- | ------------ |
| IE expo China                                              | China     | Shanghai New International Expo Centre                     | jährlich     |
| IE expo Guangzhou                                          | China     | China Import and Export Fair Complex                       |              |
| IE expo Chengdu                                            | China     | Western China International Expo City                      | jährlich     |
| IE Expo Shenzhen                                           | China     | Shenzhen World Exhibition & Convention Centre              | zweijährlich |
| IFAT India                                                 | Indien    | Bombay Exhibition Centre                                   | jährlich     |
| IFAT Delhi                                                 | Indien    | India Habitat Centre                                       | jährlich     |
| IFAT Africa                                                | Südafrika | Johannesburg Expo Centre                                   | zweijährlich |
| IFAT Eurasia                                               | Türkei    | Istanbul Expo Centre                                       | zweijährlich |
| IFAT Brasil                                                | Brasilien | São Paulo Expo                                             | jährlich     |
| Singapore International Water Week in Kooperation mit IFAT | Singapur  | Sands Expo & Convention Centre Marina Bay Sands, Singapore | jährlich     |